# Diamoci una mossa!
Diamoci una mossa! (Gotta Kick It Up!) è un film per la televisione, diretto da Ramón Menéndez e trasmesso il 26 luglio 2002 negli Stati Uniti. In Italia è andato in onda in chiaro su Rai Uno il 2 gennaio 2010. È basato su una storia vera di un gruppo di danza delle scuole medie.

## Trama
Una giovane dirigente diventata insegnante aiuta un gruppo di giovani ragazze latine a ritrovarsi e superare gli ostacoli della società attraverso la loro compagnia di ballo.

## Cast
- Camille Guaty – Daisy Salinas
- America Ferrera – Yolanda "Yoli" Vargas
- Jhoanna Flores – Alyssa Cortez
- Suilma Rodriguez – Marisol
- Sabrina Wiener – Esmeralda Reyna
- Miguel Sandoval – Principal Zavala
- Erik Alexander Gavica – Chuy
- Susan Egan – Heather Bartlett/Meghan Cole
- Elizabeth Sung – Ms. Kim
- Gina Gallego – Mrs. Cortez
- Gerry Del Sol – Mr. Cortez
- Valente Rodriguez – Mr. Reyna
- Anita Ortega – Mrs. Reyna
- Yvonne Farrow – Lynell Elliott
- Ulises Cuadra – Segura